# Gliese 588
Gliese 588 is een rode dwerg met een schijnbare magnitude van +9,31 met een spectraalklasse van M2.5V. De ster bevindt zich 19,3 lichtjaar van de zon.